# Saint-Jacut-du-Mené
Pour les articles homonymes, voir Saint Jacut.
Saint-Jacut-du-Mené [sɛ̃ʒakydyməne] est une ancienne commune française située dans le département des Côtes-d'Armor en région Bretagne, devenue, le 1er janvier 2016, une commune déléguée de la commune nouvelle du Mené.

## Géographie
Saint-Jacut-du-Mené se situe en Centre Bretagne, à égale distance de Saint-Brieuc, Rennes et Dinan.

## Toponymie
Le nom de la localité est attesté sous les formes Ecclesia Sancti Jacuti de Selmene en 1163, Parochia de Sancto Jacuto du Mene en 1269, Parochia de Sancto Jacuto en 1271.
Saint-Jacut-du-Mené vient de l'abbaye Saint-Jacut-de-la-Mer, encore surnommée jadis Saint-Jacut-de-l'Isle. L’addition « -du-Mené » apparaît dès le 12 février 1821, cela vient du breton menez qui signifie « montagne ».
C'est par un décret du 17 juillet 1805, que la paroisse de Saint-Jacut-du-Mené est réunie à celle de Collinée ; puis séparée par l'ordonnance du 16 mars 1820.
Le nom de la localité est attesté en breton sous la forme Sant-Yagu-ar-Menez depuis 1959. Il s'agit de la forme normalisée proposée par l'Office Public de la Langue Bretonne.

## Histoire

### Le XIXe siècle
Le territoire de la commune est agrandi à deux reprises aux dépens d'autres communes :
- Arrêté du 24 octobre 1823 : de l'enclave de Bransart ou Bransac (le Gouray) ;
- Loi du 10 août 1849 : la Chênaie (la Gouillère ou La Goulière), la Ruais, la Haye et la Roche (la Tiolais ou La Thiollaye).

### Le XXe siècle

#### La Première Guerre Mondiale
Le Monument aux Morts de Saint-Jacut-du-Mené fait état de 65 soldats Morts pour la France.

#### Époque contemporaine
Le 23 mars 2015, le projet de création d'une commune nouvelle en remplacement de la Communauté de communes du Mené est approuvé par les conseils municipaux des sept communes concernées. La nouvelle entité baptisée Le Mené doit voir le jour le 1er janvier 2016. L'arrêté préfectoral du 5 octobre 2015 a officiellement créé la nouvelle commune.

## Politique et administration

### Liste des maires
| Période                                  | Période           | Identité       | Étiquette | Qualité                                             |
| ---------------------------------------- | ----------------- | -------------- | --------- | --------------------------------------------------- |
| Les données manquantes sont à compléter. |                   |                |           |                                                     |
| 1929                                     | 1959              | Eugène Guéneu  | Rad.      | Cultivateur, ancien conseiller d'arrondissement     |
| 1959                                     | août 1981 (décès) | Pierre Lucas   |           |                                                     |
| Les données manquantes sont à compléter. |                   |                |           |                                                     |
| mars 1989                                | mars 2001         | Claude Pécheul | PS        | Agriculteur retraité Adjoint au maire (1981 → 1989) |
| mars 2001                                | décembre 2015     | Claude Perrin  |           | Contrôleur principal Président du SIVOM du Mené     |

### Liste des maires délégués
| Période      | Période  | Identité      | Étiquette | Qualité                   |
| ------------ | -------- | ------------- | --------- | ------------------------- |
| janvier 2016 | mai 2020 | Claude Perrin |           | Contrôleur principal      |
| mai 2020     | En cours | Cyril Conan   |           | Responsable de production |

## Démographie
L'évolution du nombre d'habitants est connue à travers les recensements de la population effectués dans la commune depuis 1793. À partir du 1er janvier 2009, les populations légales des communes sont publiées annuellement dans le cadre d'un recensement qui repose désormais sur une collecte d'information annuelle, concernant successivement tous les territoires communaux au cours d'une période de cinq ans. 
Pour les communes de moins de 10 000 habitants, une enquête de recensement portant sur toute la population est réalisée tous les cinq ans, les populations légales des années intermédiaires étant quant à elles estimées par interpolation ou extrapolation. Pour la commune, le premier recensement exhaustif entrant dans le cadre du nouveau dispositif a été réalisé en 2008,.
En 2013, la commune comptait 734 habitants, en évolution de +1,1 % par rapport à 2008 (Côtes-d'Armor : +1,68 %, France hors Mayotte : +2,49 %).
| 1793 | 1800 | 1806 | 1821 | 1831 | 1836 | 1841 | 1846 | 1851  |
| ---- | ---- | ---- | ---- | ---- | ---- | ---- | ---- | ----- |
| 599  | 598  | 708  | 616  | 631  | 684  | 692  | 773  | 1 033 |

| 1856  | 1861  | 1866  | 1872  | 1876  | 1881  | 1886  | 1891  | 1896  |
| ----- | ----- | ----- | ----- | ----- | ----- | ----- | ----- | ----- |
| 1 039 | 1 039 | 1 116 | 1 116 | 1 300 | 1 306 | 1 349 | 1 337 | 1 345 |

| 1901  | 1906  | 1911  | 1921  | 1926  | 1931 | 1936  | 1946 | 1954 |
| ----- | ----- | ----- | ----- | ----- | ---- | ----- | ---- | ---- |
| 1 364 | 1 342 | 1 276 | 1 172 | 1 056 | 993  | 1 006 | 912  | 776  |

| 1962 | 1968 | 1975 | 1982 | 1990 | 1999 | 2008 | 2013 | - |
| ---- | ---- | ---- | ---- | ---- | ---- | ---- | ---- | - |
| 746  | 725  | 712  | 677  | 666  | 716  | 726  | 734  | - |

## Économie
Le principal employeur est le groupe Kermené, filiale des Centres E. Leclerc spécialisé dans la boucherie, qui se déploie sur 200 hectares, emploi en 2020 2 800 salariés, abat par an 2 millions de porcs et 162 000 gros bovins ; son siège social est présent dans la commune. L'abattoir livre par camion plusieurs fois par semaine 784 centres E. Leclerc en France, en Espagne, au Portugal et en Slovénie.

## Lieux et monuments
- Le château du Parc - Inscrit aux M.H.
- L'église Saint-Jacut.

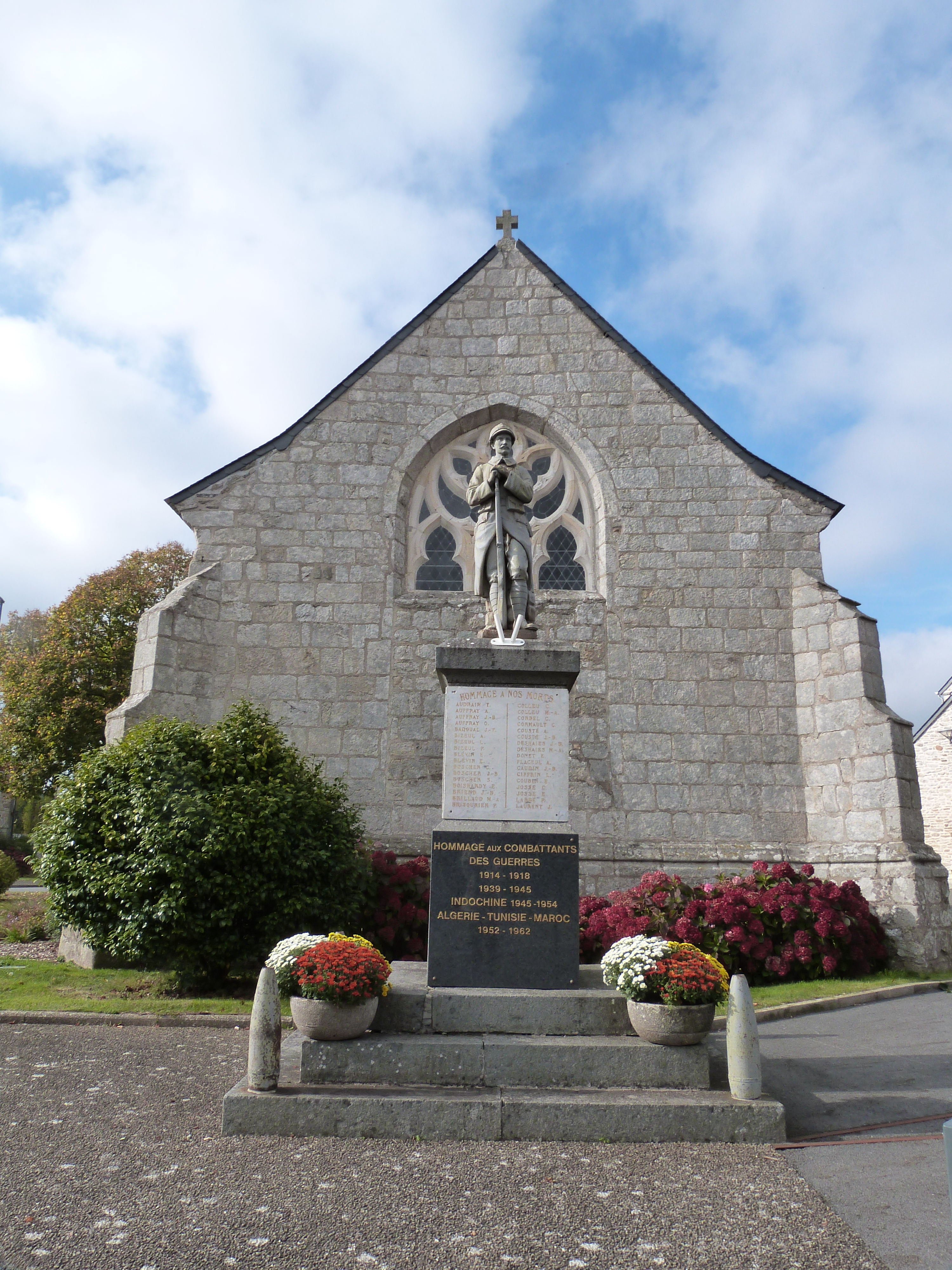
Monuments aux morts.
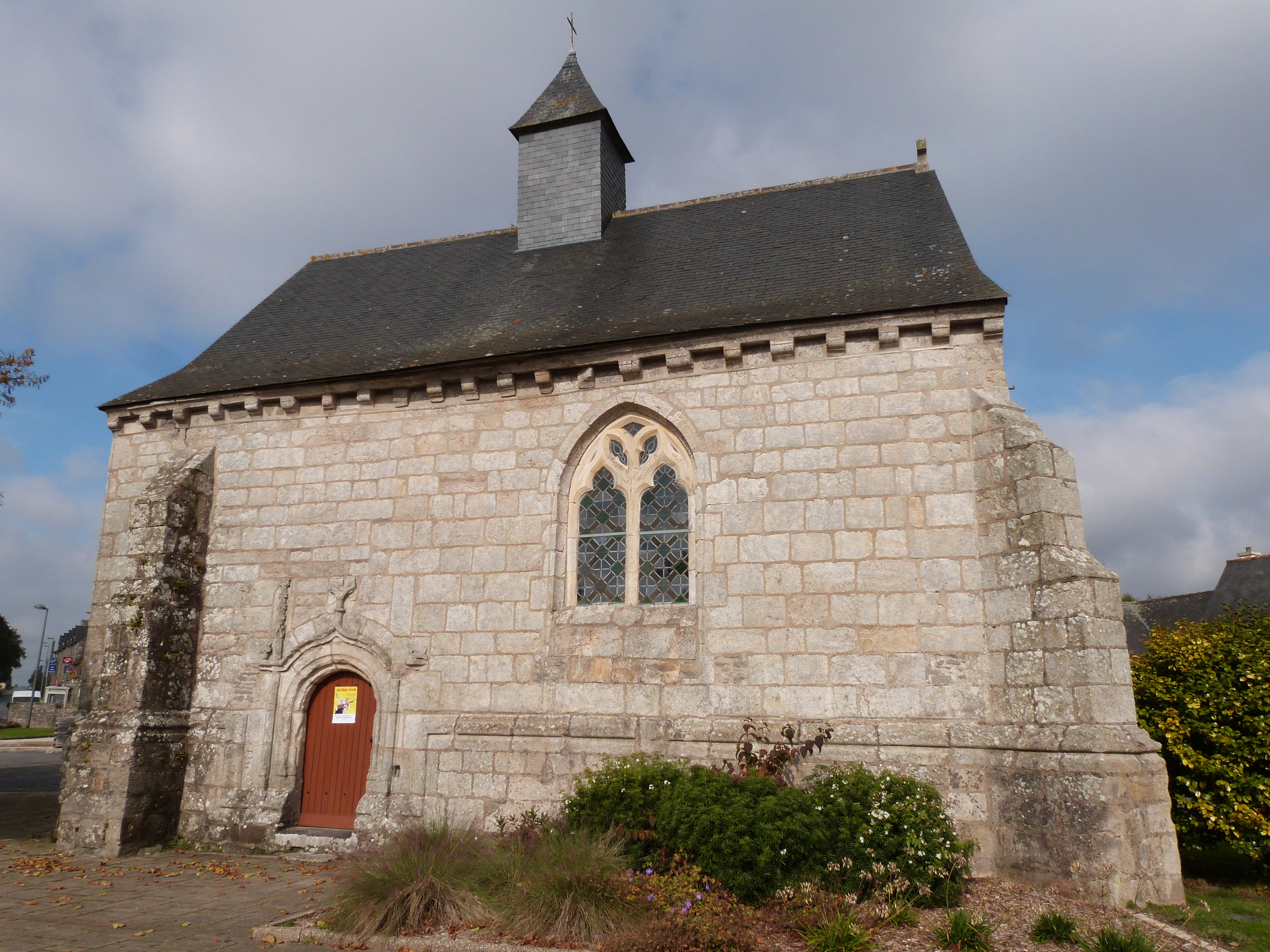
Chapelle de Notre-Dame de Bon-Réconfort.
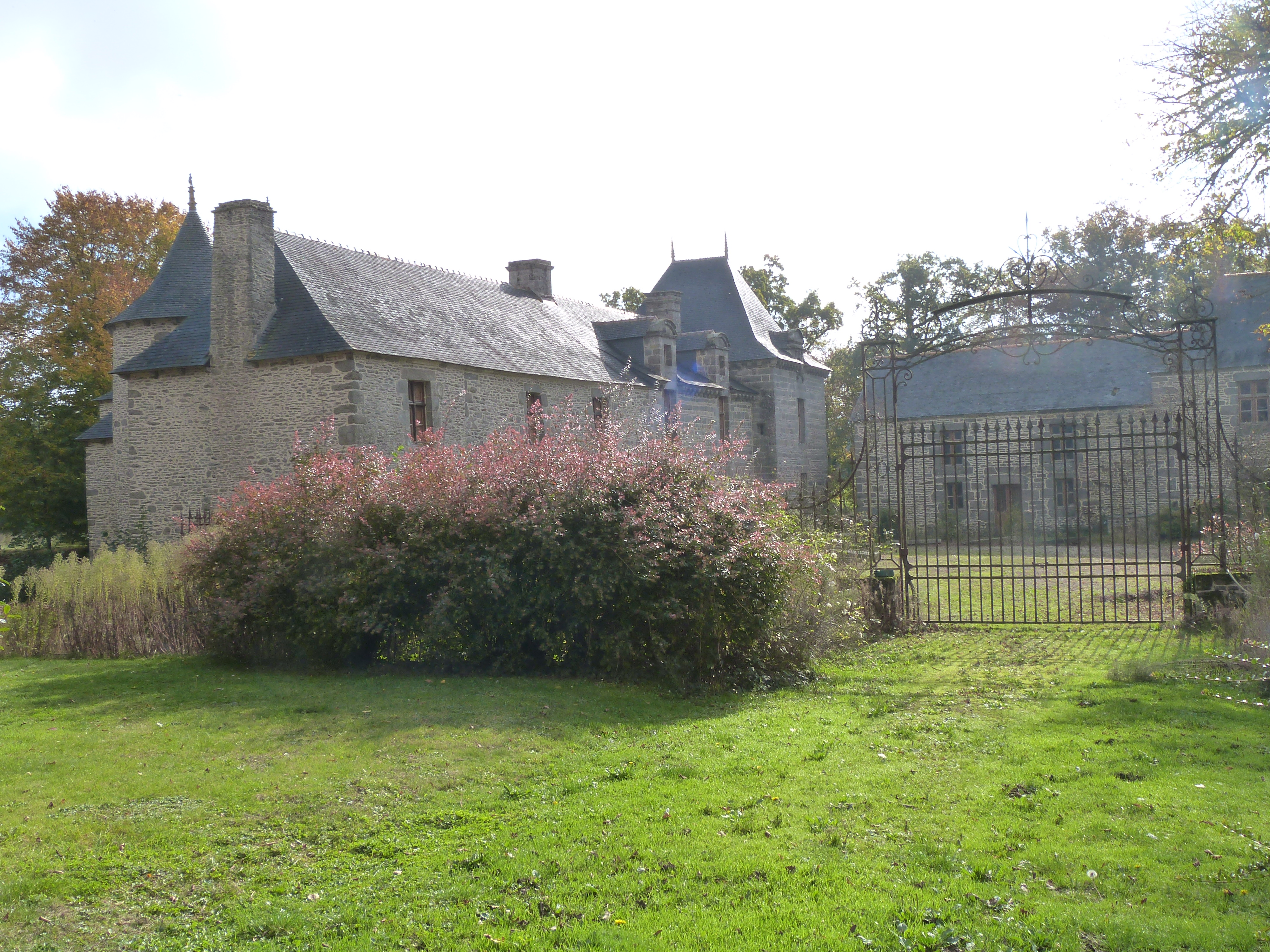
Château du Parc.
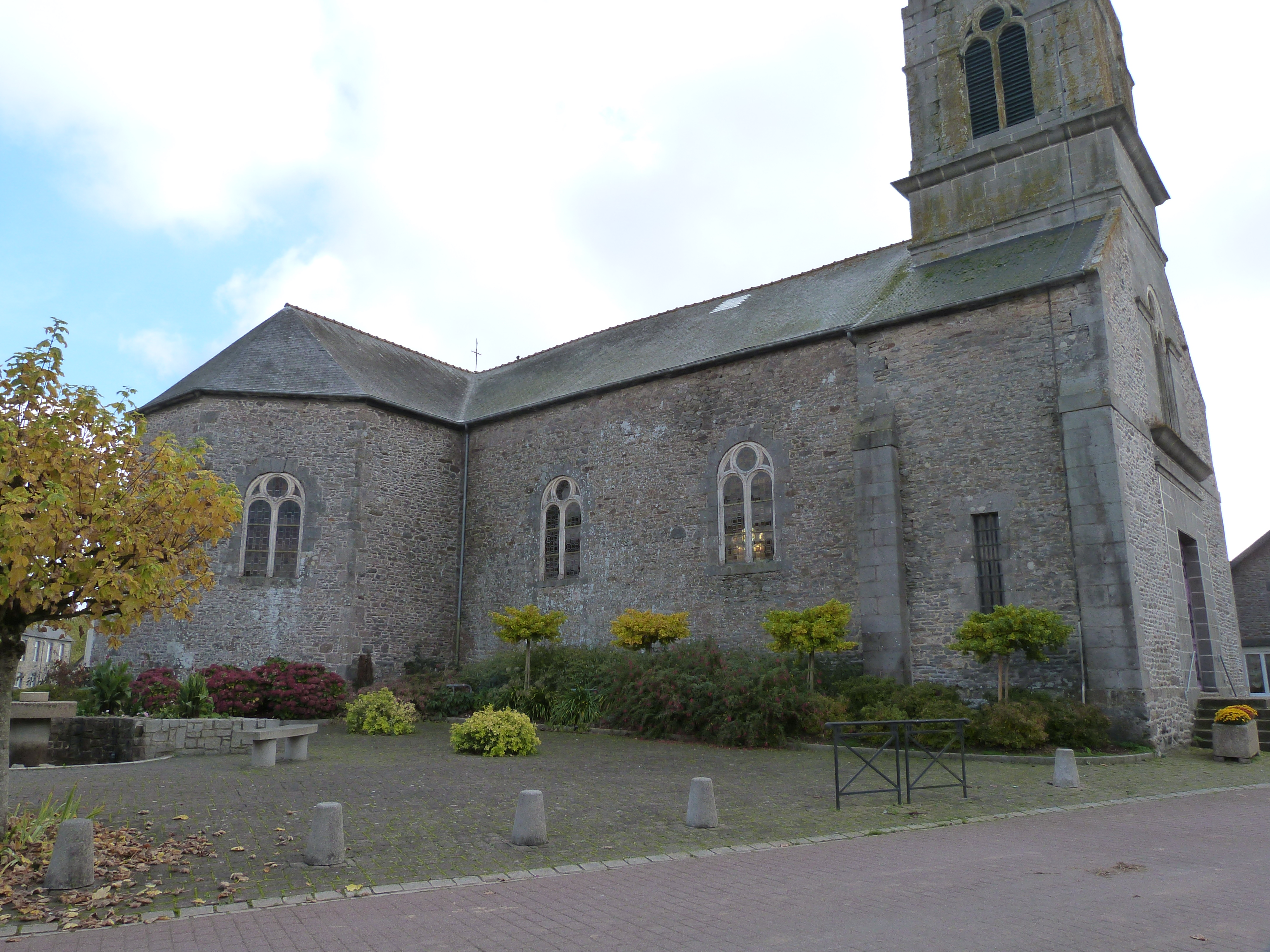
L'église Saint-Jacut.